# CoCo1番!
『CoCo1番!』（ココいちばん!）は、CoCoの1枚目のベスト・アルバム。1991年7月10日にポニーキャニオンから発売された。

## 収録曲
1. 君の歌、僕の歌
作詞：森本抄夜子／作曲：朝倉紀幸／編曲：有賀啓雄
2. Newsな未来
作詞：及川眠子／作曲・編曲：羽田一郎
3. はんぶん不思議
作詞：及川眠子／作曲：岩田雅之／編曲：有賀啓雄
4. メロディー
作詞：和泉ゆかり／作曲・編曲：亀田誠治
5. 夏の友達
作詞：和泉ゆかり／作曲：山口美央子／編曲：亀田誠治
6. 神様はいじわるじゃない
作詞：田口俊／作曲：羽田一郎／編曲：中村哲
7. なぜ?
作詞：和泉ゆかり／作曲・編曲：亀田誠治
8. 思い出がいっぱい
作詞：及川眠子／作曲：岩田雅之／編曲：有賀啓雄
9. ささやかな誘惑
作詞：及川眠子／作曲：都志見隆／編曲：中村哲
10. Live Version
作詞：田口俊／作曲：都志見隆／編曲：中村哲
11. さよならから始まる物語
作詞：森本抄夜子／作曲：山口美央子／編曲：十川知司
12. EQUALロマンス
作詞：及川眠子／作曲：山口美央子／編曲：中村哲